# Unicodeblock Kypro-minoisch
Der Unicodeblock Kypro-minoisch (Cypro-Minoan, U+12F90 bis U+12FFF) beinhaltet die Zeichen der kypro-minoischen Schrift, die im bronzezeitlichen Zypern etwa vom 15. bis zwölften Jahrhundert vor Christus benutzt wurde.

## Tabelle
Alle Zeichen haben die bidirektionale Klasse „von Links nach Rechts“.
| Unicodenummer   | Zeichen (400 %) | Kategorie                               | Offizielle Bezeichnung   | Beschreibung                    |
| --------------- | --------------- | --------------------------------------- | ------------------------ | ------------------------------- |
| U+12F90 (77712) | 𒾐               | anderer Buchstabe, Silbe oder Ideogramm | CYPRO-MINOAN SIGN CM001  | Kypro-minoisches Zeichen CM001  |
| U+12F91 (77713) | 𒾑               | anderer Buchstabe, Silbe oder Ideogramm | CYPRO-MINOAN SIGN CM002  | Kypro-minoisches Zeichen CM002  |
| U+12F92 (77714) | 𒾒               | anderer Buchstabe, Silbe oder Ideogramm | CYPRO-MINOAN SIGN CM004  | Kypro-minoisches Zeichen CM004  |
| U+12F93 (77715) | 𒾓               | anderer Buchstabe, Silbe oder Ideogramm | CYPRO-MINOAN SIGN CM005  | Kypro-minoisches Zeichen CM005  |
| U+12F94 (77716) | 𒾔               | anderer Buchstabe, Silbe oder Ideogramm | CYPRO-MINOAN SIGN CM006  | Kypro-minoisches Zeichen CM006  |
| U+12F95 (77717) | 𒾕               | anderer Buchstabe, Silbe oder Ideogramm | CYPRO-MINOAN SIGN CM007  | Kypro-minoisches Zeichen CM007  |
| U+12F96 (77718) | 𒾖               | anderer Buchstabe, Silbe oder Ideogramm | CYPRO-MINOAN SIGN CM008  | Kypro-minoisches Zeichen CM008  |
| U+12F97 (77719) | 𒾗               | anderer Buchstabe, Silbe oder Ideogramm | CYPRO-MINOAN SIGN CM009  | Kypro-minoisches Zeichen CM009  |
| U+12F98 (77720) | 𒾘               | anderer Buchstabe, Silbe oder Ideogramm | CYPRO-MINOAN SIGN CM010  | Kypro-minoisches Zeichen CM010  |
| U+12F99 (77721) | 𒾙               | anderer Buchstabe, Silbe oder Ideogramm | CYPRO-MINOAN SIGN CM011  | Kypro-minoisches Zeichen CM011  |
| U+12F9A (77722) | 𒾚               | anderer Buchstabe, Silbe oder Ideogramm | CYPRO-MINOAN SIGN CM012  | Kypro-minoisches Zeichen CM012  |
| U+12F9B (77723) | 𒾛               | anderer Buchstabe, Silbe oder Ideogramm | CYPRO-MINOAN SIGN CM012B | Kypro-minoisches Zeichen CM012B |
| U+12F9C (77724) | 𒾜               | anderer Buchstabe, Silbe oder Ideogramm | CYPRO-MINOAN SIGN CM013  | Kypro-minoisches Zeichen CM013  |
| U+12F9D (77725) | 𒾝               | anderer Buchstabe, Silbe oder Ideogramm | CYPRO-MINOAN SIGN CM015  | Kypro-minoisches Zeichen CM015  |
| U+12F9E (77726) | 𒾞               | anderer Buchstabe, Silbe oder Ideogramm | CYPRO-MINOAN SIGN CM017  | Kypro-minoisches Zeichen CM017  |
| U+12F9F (77727) | 𒾟               | anderer Buchstabe, Silbe oder Ideogramm | CYPRO-MINOAN SIGN CM019  | Kypro-minoisches Zeichen CM019  |
| U+12FA0 (77728) | 𒾠               | anderer Buchstabe, Silbe oder Ideogramm | CYPRO-MINOAN SIGN CM021  | Kypro-minoisches Zeichen CM021  |
| U+12FA1 (77729) | 𒾡               | anderer Buchstabe, Silbe oder Ideogramm | CYPRO-MINOAN SIGN CM023  | Kypro-minoisches Zeichen CM023  |
| U+12FA2 (77730) | 𒾢               | anderer Buchstabe, Silbe oder Ideogramm | CYPRO-MINOAN SIGN CM024  | Kypro-minoisches Zeichen CM024  |
| U+12FA3 (77731) | 𒾣               | anderer Buchstabe, Silbe oder Ideogramm | CYPRO-MINOAN SIGN CM025  | Kypro-minoisches Zeichen CM025  |
| U+12FA4 (77732) | 𒾤               | anderer Buchstabe, Silbe oder Ideogramm | CYPRO-MINOAN SIGN CM026  | Kypro-minoisches Zeichen CM026  |
| U+12FA5 (77733) | 𒾥               | anderer Buchstabe, Silbe oder Ideogramm | CYPRO-MINOAN SIGN CM027  | Kypro-minoisches Zeichen CM027  |
| U+12FA6 (77734) | 𒾦               | anderer Buchstabe, Silbe oder Ideogramm | CYPRO-MINOAN SIGN CM028  | Kypro-minoisches Zeichen CM028  |
| U+12FA7 (77735) | 𒾧               | anderer Buchstabe, Silbe oder Ideogramm | CYPRO-MINOAN SIGN CM029  | Kypro-minoisches Zeichen CM029  |
| U+12FA8 (77736) | 𒾨               | anderer Buchstabe, Silbe oder Ideogramm | CYPRO-MINOAN SIGN CM030  | Kypro-minoisches Zeichen CM030  |
| U+12FA9 (77737) | 𒾩               | anderer Buchstabe, Silbe oder Ideogramm | CYPRO-MINOAN SIGN CM033  | Kypro-minoisches Zeichen CM033  |
| U+12FAA (77738) | 𒾪               | anderer Buchstabe, Silbe oder Ideogramm | CYPRO-MINOAN SIGN CM034  | Kypro-minoisches Zeichen CM034  |
| U+12FAB (77739) | 𒾫               | anderer Buchstabe, Silbe oder Ideogramm | CYPRO-MINOAN SIGN CM035  | Kypro-minoisches Zeichen CM035  |
| U+12FAC (77740) | 𒾬               | anderer Buchstabe, Silbe oder Ideogramm | CYPRO-MINOAN SIGN CM036  | Kypro-minoisches Zeichen CM036  |
| U+12FAD (77741) | 𒾭               | anderer Buchstabe, Silbe oder Ideogramm | CYPRO-MINOAN SIGN CM037  | Kypro-minoisches Zeichen CM037  |
| U+12FAE (77742) | 𒾮               | anderer Buchstabe, Silbe oder Ideogramm | CYPRO-MINOAN SIGN CM038  | Kypro-minoisches Zeichen CM038  |
| U+12FAF (77743) | 𒾯               | anderer Buchstabe, Silbe oder Ideogramm | CYPRO-MINOAN SIGN CM039  | Kypro-minoisches Zeichen CM039  |
| U+12FB0 (77744) | 𒾰               | anderer Buchstabe, Silbe oder Ideogramm | CYPRO-MINOAN SIGN CM040  | Kypro-minoisches Zeichen CM040  |
| U+12FB1 (77745) | 𒾱               | anderer Buchstabe, Silbe oder Ideogramm | CYPRO-MINOAN SIGN CM041  | Kypro-minoisches Zeichen CM041  |
| U+12FB2 (77746) | 𒾲               | anderer Buchstabe, Silbe oder Ideogramm | CYPRO-MINOAN SIGN CM044  | Kypro-minoisches Zeichen CM044  |
| U+12FB3 (77747) | 𒾳               | anderer Buchstabe, Silbe oder Ideogramm | CYPRO-MINOAN SIGN CM046  | Kypro-minoisches Zeichen CM046  |
| U+12FB4 (77748) | 𒾴               | anderer Buchstabe, Silbe oder Ideogramm | CYPRO-MINOAN SIGN CM047  | Kypro-minoisches Zeichen CM047  |
| U+12FB5 (77749) | 𒾵               | anderer Buchstabe, Silbe oder Ideogramm | CYPRO-MINOAN SIGN CM049  | Kypro-minoisches Zeichen CM049  |
| U+12FB6 (77750) | 𒾶               | anderer Buchstabe, Silbe oder Ideogramm | CYPRO-MINOAN SIGN CM050  | Kypro-minoisches Zeichen CM050  |
| U+12FB7 (77751) | 𒾷               | anderer Buchstabe, Silbe oder Ideogramm | CYPRO-MINOAN SIGN CM051  | Kypro-minoisches Zeichen CM051  |
| U+12FB8 (77752) | 𒾸               | anderer Buchstabe, Silbe oder Ideogramm | CYPRO-MINOAN SIGN CM052  | Kypro-minoisches Zeichen CM052  |
| U+12FB9 (77753) | 𒾹               | anderer Buchstabe, Silbe oder Ideogramm | CYPRO-MINOAN SIGN CM053  | Kypro-minoisches Zeichen CM053  |
| U+12FBA (77754) | 𒾺               | anderer Buchstabe, Silbe oder Ideogramm | CYPRO-MINOAN SIGN CM054  | Kypro-minoisches Zeichen CM054  |
| U+12FBB (77755) | 𒾻               | anderer Buchstabe, Silbe oder Ideogramm | CYPRO-MINOAN SIGN CM055  | Kypro-minoisches Zeichen CM055  |
| U+12FBC (77756) | 𒾼               | anderer Buchstabe, Silbe oder Ideogramm | CYPRO-MINOAN SIGN CM056  | Kypro-minoisches Zeichen CM056  |
| U+12FBD (77757) | 𒾽               | anderer Buchstabe, Silbe oder Ideogramm | CYPRO-MINOAN SIGN CM058  | Kypro-minoisches Zeichen CM058  |
| U+12FBE (77758) | 𒾾               | anderer Buchstabe, Silbe oder Ideogramm | CYPRO-MINOAN SIGN CM059  | Kypro-minoisches Zeichen CM059  |
| U+12FBF (77759) | 𒾿               | anderer Buchstabe, Silbe oder Ideogramm | CYPRO-MINOAN SIGN CM060  | Kypro-minoisches Zeichen CM060  |
| U+12FC0 (77760) | 𒿀               | anderer Buchstabe, Silbe oder Ideogramm | CYPRO-MINOAN SIGN CM061  | Kypro-minoisches Zeichen CM061  |
| U+12FC1 (77761) | 𒿁               | anderer Buchstabe, Silbe oder Ideogramm | CYPRO-MINOAN SIGN CM062  | Kypro-minoisches Zeichen CM062  |
| U+12FC2 (77762) | 𒿂               | anderer Buchstabe, Silbe oder Ideogramm | CYPRO-MINOAN SIGN CM063  | Kypro-minoisches Zeichen CM063  |
| U+12FC3 (77763) | 𒿃               | anderer Buchstabe, Silbe oder Ideogramm | CYPRO-MINOAN SIGN CM064  | Kypro-minoisches Zeichen CM064  |
| U+12FC4 (77764) | 𒿄               | anderer Buchstabe, Silbe oder Ideogramm | CYPRO-MINOAN SIGN CM066  | Kypro-minoisches Zeichen CM066  |
| U+12FC5 (77765) | 𒿅               | anderer Buchstabe, Silbe oder Ideogramm | CYPRO-MINOAN SIGN CM067  | Kypro-minoisches Zeichen CM067  |
| U+12FC6 (77766) | 𒿆               | anderer Buchstabe, Silbe oder Ideogramm | CYPRO-MINOAN SIGN CM068  | Kypro-minoisches Zeichen CM068  |
| U+12FC7 (77767) | 𒿇               | anderer Buchstabe, Silbe oder Ideogramm | CYPRO-MINOAN SIGN CM069  | Kypro-minoisches Zeichen CM069  |
| U+12FC8 (77768) | 𒿈               | anderer Buchstabe, Silbe oder Ideogramm | CYPRO-MINOAN SIGN CM070  | Kypro-minoisches Zeichen CM070  |
| U+12FC9 (77769) | 𒿉               | anderer Buchstabe, Silbe oder Ideogramm | CYPRO-MINOAN SIGN CM071  | Kypro-minoisches Zeichen CM071  |
| U+12FCA (77770) | 𒿊               | anderer Buchstabe, Silbe oder Ideogramm | CYPRO-MINOAN SIGN CM072  | Kypro-minoisches Zeichen CM072  |
| U+12FCB (77771) | 𒿋               | anderer Buchstabe, Silbe oder Ideogramm | CYPRO-MINOAN SIGN CM073  | Kypro-minoisches Zeichen CM073  |
| U+12FCC (77772) | 𒿌               | anderer Buchstabe, Silbe oder Ideogramm | CYPRO-MINOAN SIGN CM074  | Kypro-minoisches Zeichen CM077  |
| U+12FCD (77773) | 𒿍               | anderer Buchstabe, Silbe oder Ideogramm | CYPRO-MINOAN SIGN CM075  | Kypro-minoisches Zeichen CM075  |
| U+12FCE (77774) | 𒿎               | anderer Buchstabe, Silbe oder Ideogramm | CYPRO-MINOAN SIGN CM075B | Kypro-minoisches Zeichen CM075B |
| U+12FCF (77775) | 𒿏               | anderer Buchstabe, Silbe oder Ideogramm | CYPRO-MINOAN SIGN CM076  | Kypro-minoisches Zeichen CM076  |
| U+12FD0 (77776) | 𒿐               | anderer Buchstabe, Silbe oder Ideogramm | CYPRO-MINOAN SIGN CM078  | Kypro-minoisches Zeichen CM078  |
| U+12FD1 (77777) | 𒿑               | anderer Buchstabe, Silbe oder Ideogramm | CYPRO-MINOAN SIGN CM079  | Kypro-minoisches Zeichen CM079  |
| U+12FD2 (77778) | 𒿒               | anderer Buchstabe, Silbe oder Ideogramm | CYPRO-MINOAN SIGN CM080  | Kypro-minoisches Zeichen CM080  |
| U+12FD3 (77779) | 𒿓               | anderer Buchstabe, Silbe oder Ideogramm | CYPRO-MINOAN SIGN CM081  | Kypro-minoisches Zeichen CM081  |
| U+12FD4 (77780) | 𒿔               | anderer Buchstabe, Silbe oder Ideogramm | CYPRO-MINOAN SIGN CM082  | Kypro-minoisches Zeichen CM082  |
| U+12FD5 (77781) | 𒿕               | anderer Buchstabe, Silbe oder Ideogramm | CYPRO-MINOAN SIGN CM083  | Kypro-minoisches Zeichen CM083  |
| U+12FD6 (77782) | 𒿖               | anderer Buchstabe, Silbe oder Ideogramm | CYPRO-MINOAN SIGN CM084  | Kypro-minoisches Zeichen CM084  |
| U+12FD7 (77783) | 𒿗               | anderer Buchstabe, Silbe oder Ideogramm | CYPRO-MINOAN SIGN CM085  | Kypro-minoisches Zeichen CM085  |
| U+12FD8 (77784) | 𒿘               | anderer Buchstabe, Silbe oder Ideogramm | CYPRO-MINOAN SIGN CM086  | Kypro-minoisches Zeichen CM086  |
| U+12FD9 (77785) | 𒿙               | anderer Buchstabe, Silbe oder Ideogramm | CYPRO-MINOAN SIGN CM087  | Kypro-minoisches Zeichen CM087  |
| U+12FDA (77786) | 𒿚               | anderer Buchstabe, Silbe oder Ideogramm | CYPRO-MINOAN SIGN CM088  | Kypro-minoisches Zeichen CM088  |
| U+12FDB (77787) | 𒿛               | anderer Buchstabe, Silbe oder Ideogramm | CYPRO-MINOAN SIGN CM089  | Kypro-minoisches Zeichen CM089  |
| U+12FDC (77788) | 𒿜               | anderer Buchstabe, Silbe oder Ideogramm | CYPRO-MINOAN SIGN CM090  | Kypro-minoisches Zeichen CM090  |
| U+12FDD (77789) | 𒿝               | anderer Buchstabe, Silbe oder Ideogramm | CYPRO-MINOAN SIGN CM091  | Kypro-minoisches Zeichen CM091  |
| U+12FDE (77790) | 𒿞               | anderer Buchstabe, Silbe oder Ideogramm | CYPRO-MINOAN SIGN CM092  | Kypro-minoisches Zeichen CM092  |
| U+12FDF (77791) | 𒿟               | anderer Buchstabe, Silbe oder Ideogramm | CYPRO-MINOAN SIGN CM094  | Kypro-minoisches Zeichen CM094  |
| U+12FE0 (77792) | 𒿠               | anderer Buchstabe, Silbe oder Ideogramm | CYPRO-MINOAN SIGN CM095  | Kypro-minoisches Zeichen CM095  |
| U+12FE1 (77793) | 𒿡               | anderer Buchstabe, Silbe oder Ideogramm | CYPRO-MINOAN SIGN CM096  | Kypro-minoisches Zeichen CM096  |
| U+12FE2 (77794) | 𒿢               | anderer Buchstabe, Silbe oder Ideogramm | CYPRO-MINOAN SIGN CM097  | Kypro-minoisches Zeichen CM097  |
| U+12FE3 (77795) | 𒿣               | anderer Buchstabe, Silbe oder Ideogramm | CYPRO-MINOAN SIGN CM098  | Kypro-minoisches Zeichen CM098  |
| U+12FE4 (77796) | 𒿤               | anderer Buchstabe, Silbe oder Ideogramm | CYPRO-MINOAN SIGN CM099  | Kypro-minoisches Zeichen CM099  |
| U+12FE5 (77797) | 𒿥               | anderer Buchstabe, Silbe oder Ideogramm | CYPRO-MINOAN SIGN CM100  | Kypro-minoisches Zeichen CM100  |
| U+12FE6 (77798) | 𒿦               | anderer Buchstabe, Silbe oder Ideogramm | CYPRO-MINOAN SIGN CM101  | Kypro-minoisches Zeichen CM101  |
| U+12FE7 (77799) | 𒿧               | anderer Buchstabe, Silbe oder Ideogramm | CYPRO-MINOAN SIGN CM102  | Kypro-minoisches Zeichen CM102  |
| U+12FE8 (77800) | 𒿨               | anderer Buchstabe, Silbe oder Ideogramm | CYPRO-MINOAN SIGN CM103  | Kypro-minoisches Zeichen CM103  |
| U+12FE9 (77801) | 𒿩               | anderer Buchstabe, Silbe oder Ideogramm | CYPRO-MINOAN SIGN CM104  | Kypro-minoisches Zeichen CM104  |
| U+12FEA (77802) | 𒿪               | anderer Buchstabe, Silbe oder Ideogramm | CYPRO-MINOAN SIGN CM105  | Kypro-minoisches Zeichen CM105  |
| U+12FEB (77803) | 𒿫               | anderer Buchstabe, Silbe oder Ideogramm | CYPRO-MINOAN SIGN CM107  | Kypro-minoisches Zeichen CM107  |
| U+12FEC (77804) | 𒿬               | anderer Buchstabe, Silbe oder Ideogramm | CYPRO-MINOAN SIGN CM108  | Kypro-minoisches Zeichen CM108  |
| U+12FED (77805) | 𒿭               | anderer Buchstabe, Silbe oder Ideogramm | CYPRO-MINOAN SIGN CM109  | Kypro-minoisches Zeichen CM109  |
| U+12FEE (77806) | 𒿮               | anderer Buchstabe, Silbe oder Ideogramm | CYPRO-MINOAN SIGN CM110  | Kypro-minoisches Zeichen CM110  |
| U+12FEF (77807) | 𒿯               | anderer Buchstabe, Silbe oder Ideogramm | CYPRO-MINOAN SIGN CM112  | Kypro-minoisches Zeichen CM112  |
| U+12FF0 (77808) | 𒿰               | anderer Buchstabe, Silbe oder Ideogramm | CYPRO-MINOAN SIGN CM114  | Kypro-minoisches Zeichen CM114  |
| U+12FF1 (77809) | 𒿱               | andere Interpunktion                    | CYPRO-MINOAN SIGN CM301  | Kypro-minoisches Zeichen CM301  |
| U+12FF2 (77809) | 𒿲               | andere Interpunktion                    | CYPRO-MINOAN SIGN CM302  | Kypro-minoisches Zeichen CM302  |